# Quần đảo Hòn Khoai
Quần đảo Hòn Khoai (tên cũ: Giáng Hương, Ile Independence, Paulo Obi, Pulo Ubi, Pulo Oby) là tên một cụm đảo thuộc tỉnh Cà Mau, trong đó đảo chính là Hòn Khoai.

## Địa lý
Quần đảo Hòn Khoai như một trạm tiền tiêu canh giữ vùng trời, vùng biển và dải đất phía Tây – Nam của Tổ quốc.
Quần đảo Hòn Khoai có diện tích khoảng 4,7 km², nằm ở phía Đông - Nam Mũi Cà Mau, cách đất liền (nơi gần nhất) 14,6 km thuộc xã Đất Mũi, tỉnh Cà Mau. Đỉnh hòn cao 318 m so với mặt nước biển.
Xung quanh hòn còn có các hòn nhỏ khác như Hòn Lớn, Hòn Nhỏ, Hòn Tượng, Hòn Sao, Hòn Đồi Mồi. Hòn Khoai có 2 bãi cát, gồm Bãi Lớn ở phía Đông – Nam và Bãi Nhỏ ở phía Bắc. Đường đi lại trên đảo có một con đường chính từ Bãi Lớn đến đỉnh hòn, dài khoảng 3 km đã được trải nhựa từ thời kỳ thực dân Pháp chiếm đóng. Đường đi quanh đảo có nhiều vực dốc, với những viên đá nằm ngổn ngang, chồng chất lên nhau chạy dài khắp bãi.
Trên đảo có nhiều con suối. Trong đó, có 2 con suối lớn nước ngọt chảy quanh năm, là nguồn cung cấp nước cho đảo, cho tàu đánh cá quanh khu vực và cư dân vùng Rạch Gốc, Tân Ân.
Đảo Hòn khoai nổi tiếng với khu rừng nguyên sinh, thuộc hệ sinh thái rừng nhiệt đới hải đảo. Trong đó, hệ thực vật rất phong phú, với hơn 1.400 loài và có nhiều loại cây có giá trị kinh tế rất cao. Cây ăn trái gồm xoài, dừa... Cây lấy gỗ gồm lim, bằng lăng, chiêu liêu, dầu rái, muỗng, quế quan, rè vàng, thị rừng, trám mạo, trâm trắng,... Cây làm thuốc có cốt toái bổ lá lớn, cốt toái bổ lá nhỏ, dây tiết dê, huyết rồng, khoai mài, ngũ gia bì, quế quan, sầu đâu, thần thông, thiên kim đằng, thiên niên kiện,...

## Hành chính
Quần đảo Hòn Khoai bao gồm 5 hòn đảo sát nhau:
- Hòn Khoai (tên khác: Giáng Tiên, Độc Lập, Hòn Lớn)
- Hòn Sao có toạ độ: 8°24′57″B 104°51′05″Đ / 8,415943°B 104,851404°Đ, là hòn đảo lớn thứ hai nằm về phía đông Hòn Khoai với khoảng cách 1,35 km, có diện tích khoảng 64 ha.
- Hòn Đồi Mồi hay Hòn Rùa có toạ độ: 8°25′14″B 104°51′44″Đ / 8,420606°B 104,862219°Đ, nằm cạnh Hòn Sao, chỉ cách 400 m về đông bắc, diện tích nhỏ chỉ khoảng 2,6 ha.
- Hòn Tương có toạ độ 8°27′14″B 104°50′36″Đ / 8,453755°B 104,843355°Đ, hay Hòn Thỏ nằm sát bờ cực bắc Hòn Khoai, diện tích nhỏ bé chỉ khoảng 1,5 ha.
- Hòn Đá Lẻ có toạ độ: 8°22′44″B 104°52′25″Đ / 8,378885°B 104,873658°Đ, nằm vị trí cách xa so với 4 hòn của cụm đảo, cách đảo Hòn Khoai 7,7 km về phía đông nam, chỉ là 1 cụm đá đen trơ trọi dài khoảng 125 m, rộng nhất 34m và cao nhất khoảng 7 m. Đây là vị trí Điểm A2 của Đường cơ sở của Việt Nam.[10]

## Lịch sử
Trước đây, quần đảo Hòn Khoai được quản lý của xã Tân Ân thuộc huyện Ngọc Hiển.
Ngày 16 tháng 6 năm 2025, Ủy ban Thường vụ Quốc hội ban hành Nghị quyết số 1655/NQ-UBTVQH15 về việc sắp xếp các đơn vị hành chính cấp xã của tỉnh Cà Mau năm 2025 (nghị quyết có hiệu lực từ ngày 16 tháng 6 năm 2025). Theo đó, sáp nhập toàn bộ 4,7 km² diện tích tự nhiên, không có người sinh sống của cụm đảo Hòn Khoai của xã Tân Ân thuộc huyện Ngọc Hiển vào xã Đất Mũi.

## Văn hóa
Trên đảo có một tháp hải đăng. Cư dân sinh sống chủ yếu bằng nghề đánh cá.

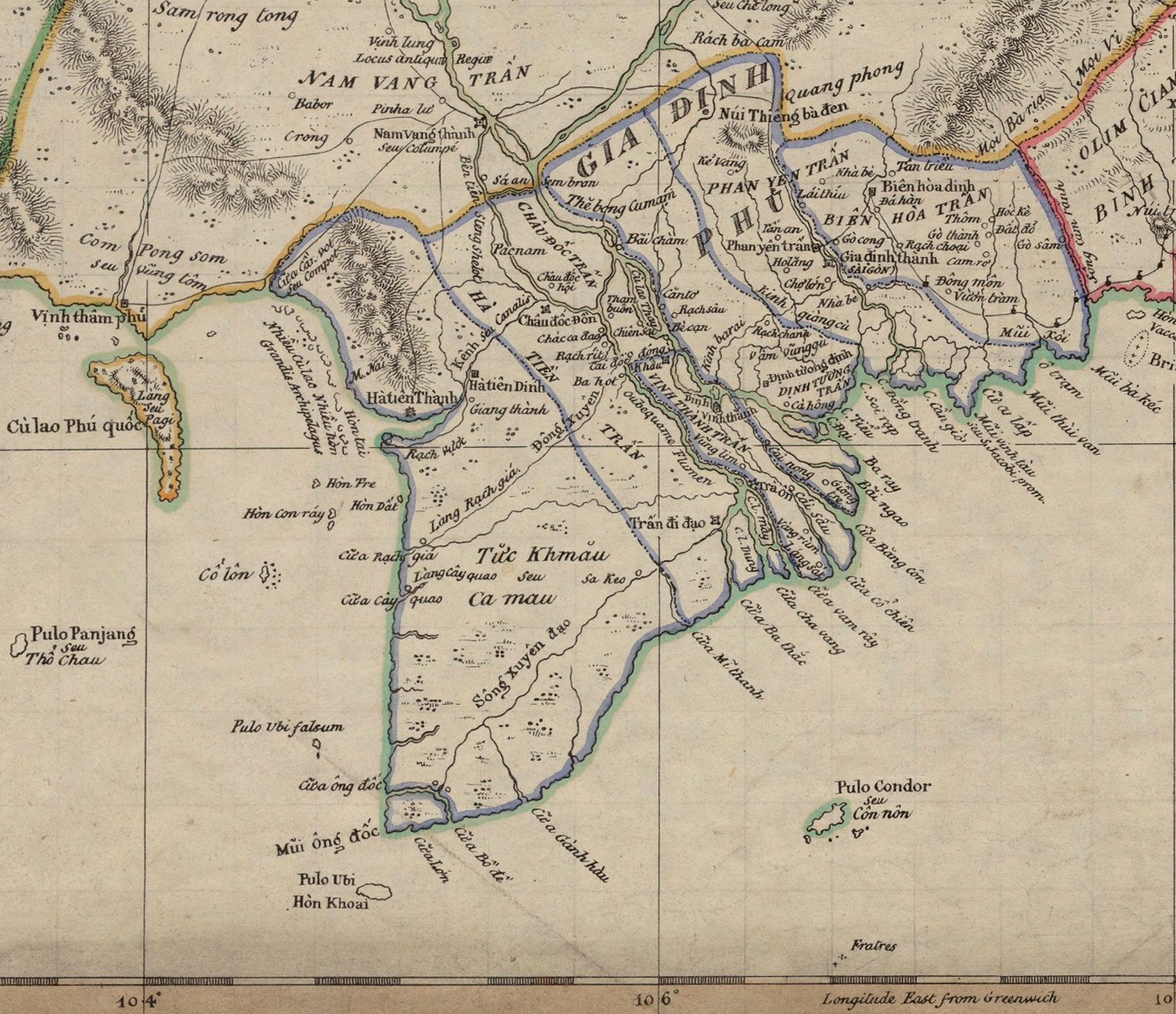
Bản đồ Nam Kỳ Lục tỉnh năm 1838, trích từ An Nam Đại Quốc Họa Đồ của Taberd. Hòn Khoai nằm ở phía cực Nam

Hải đăng Hòn Khoai

Tại tháp hải đăng này, ngày 13/12/1940, thầy giáo, chiến sĩ cách mạng Phan Ngọc Hiển lãnh đạo quân nổi dậy khởi nghĩa Hòn Khoai giành thắng lợi, ghi mốc son chói lọi trong lịch sử đấu tranh chống ngoại xâm của dân tộc. Ngày khởi nghĩa Hòn khoai (13/12/1940) được chọn làm Ngày truyền thống cách mạng của Đảng bộ, quân và dân Cà Mau anh hùng. Ngày 27/4/1990, Hòn Khoai được Bộ Văn hóa – Thông tin công nhận Di tích lịch sử - văn hóa cấp Quốc gia.

## Du lịch
Từ Cà Mau du khách đi đến làng đánh cá Trần Đế (làng cực Nam của tổ quốc trên đất liền) và đổi thuyền đi tiếp ra đảo Hòn Khoai.
Sau những lần xuyên rừng đi du lịch sinh thái, khi lên đến đỉnh hòn (cao 318 mét so với mặt nước biển) du khách có thể dừng chân viếng thăm tháp hải đăng do thực dân pháp xây dựng vào năm 1920. Ngọn hải đăng có hình khối vuông, mỗi cạnh dài 4 mét, cao 12,5 mét, được xây bằng đá hộc và ximăng, công suất quét sáng bán kính 35 km. Tháp hải đăng Hòn Khoai là một trong những công trình đèn biển có mặt sớm nhất tại hải phận Việt Nam. Dù đã tồn tại gần 100 năm nhưng kiến trúc của nó vẫn còn khá nguyên vẹn. Đây là một trong những ngọn hải đăng nằm trong hệ thống đèn biển Cần Giờ - Côn Đảo - Hòn Khoai - Phú Quốc để chiếu sáng cho tàu biển đi lại trên biển Đông.
Hiện đang có dự án du lịch sinh thái đảo Hòn Khoai, rộng 700 ha (7 km²) do nước ngoài tài trợ.

### Ghi nhận của người nước ngoài
Năm 1822, đại sứ nước Anh John Crawfurd trên hành trình đi sứ Xiêm và Cochin China [Việt Nam] đã ghé thăm và khám phá đảo Hòn Khoai.
Ngày 7 tháng 3 năm 1822, tàu của Crawfurd hướng đến Cape of Kamboja [mũi Cà Mau]. Ngày 10, khoảng 6 giờ sáng, họ đi ngang đảo Pulo Ubi [Hòn Khoai]. Crawfurd nhận thấy biển ở đây nước đục và sình lầy giống như cửa biển ở sông Hằng (Ấn Độ). Sau này ông cũng biết việc đó là do con sông Camao [Cà Mau], hoặc theo cách gọi của người Campuchia, do nó có nhiều phù sa, là Takmao hay dòng nước đen. Khoảng 3 giờ chiều, Crawfurd lên thám hiểm đảo Pulo Ubi. Trên đảo, phái bộ Crawfurd gặp một nhóm ít người dân, 8 người Cochin Chinese [Việt], 2 người Hải Nam. Những người dân này trồng trọt một ít cây ngô, khoai lang và đậu. Họ cũng trao đổi chút ít hàng hóa với các tàu buôn của người Hoa vào lấy nước ngọt. Họ khai thác một loại củ rất to trong rừng, thuộc họ Dioscorea [củ mài?]. Khác với nhiều nhận xét rằng cư dân trên đảo Pulo Ubi là tội phạm bị lưu đày, Crawfurd cho rằng điều đó không có căn cứ. Một ông lão, sống 20 năm trên đảo, còn cho Crawfurd biết rằng ông ấy lo việc thờ cúng vị nữ thần biển Ma-cho-po ở một ngôi miếu trên đảo. Theo Crawfurd, Pulo Ubi là tiếng Mã Lai, trong đó Ubi [khoai] không liên quan tới loại củ Dioscorea đã nói, nó chỉ đơn giản là đảo Yams. Theo ông, người Campuchia gọi đảo này là Ko Tam-pung [Koh Tambong, tiếng Khmer: កោះដំបង]; người Việt gọi là Kon-gui [Cồn Gui?], người Thái gọi là Kon-Man.

Ngày 11 tháng 3, Crawfurd rời Pulo Ubi để đi Băng Cốc, ông đi ngang đảo False Pulo Ubi [Hòn Chuối].